# Ugo Amadi
Ugochukwu Amadi, detto Ugo (Nashville, 16 maggio 1997), è un giocatore di football americano statunitense che milita nel ruolo di safety per i New Orleans Saints della National Football League (NFL).

## Carriera

### Seattle Seahawks
Amadi fu scelto nel corso del quarto giro (132º assoluto) del Draft NFL 2019 dai Seattle Seahawks. Debuttò come professionista subentrando nella vittoria interna del primo turno sui Cincinnati Bengals mettendo a segno 2 tackle. La sua stagione da rookie si chiuse con 17 tackle e un fumble recuperato disputando tutte le 16 partite, nessuna delle quali come titolare.
Nel 2020, dopo l'infortunio che pose fine alla stagione di Marquise Blair nel secondo turno, Amadi divenne la nuova safety titolare di Seattle.

### Philadelphia Eagles
Il 15 agosto 2022 Amadi fu scambiato con i Philadelphia Eagles per JJ Arcega-Whiteside.

### Tennessee Titans
Il 24 agosto 2022, meno di dieci giorni dopo essere stato scambiato con Philadelphia, Amadi fu scambiato con i Tennessee Titans assieme a una scelta del settimo giro per una scelta del sesto giro.

### Kansas City Chiefs
Il 3 novembre 2022 Amadi firmò con la squadra di allenamento dei Kansas City Chiefs. Con essi vinse il Super Bowl LVII da inattivo.

### New Orleans Saints
Il 7 marzo 2023 Amadi firmò con i New Orleans Saints.

## Palmarès
- Super Bowl : 1

Kansas City Chiefs: LVII
- American Football Conference Championship: 1

Kansas City Chiefs: 2022